# Moppie
Moppie is een single van het Nederlandse hiphopduo Lange Frans & Baas B in samenwerking met de zanger Brace uit 2004. Het stond in hetzelfde jaar als derde track op het album Supervisie van Lange Frans & Baas B.

## Achtergrond
Moppie is geschreven door Bart Zeilstra, Frans Frederiks, Jan van Wieringen en Daan Herweg en geproduceerd door Zeilstra en Van Wieringen. Het is een nederhopnummer welke door Lange Frans wordt aangedragen aan al zijn moppies wereldwijd. Moppie is een koosnaam voor een meisje. Het lied kan ook worden gezien als een rap-ballade. Zanger Brace was eerst niet overtuigd van het nummer; hij omschreef het lied als "pannenkoekenmuziek". Het werd echter een van de grootste hits van de carrière van de zanger. De B-kant van de single is een remix op het lied. 

## Hitnoteringen
Het lied was succesvol in Nederland. In zowel de Top 40 als de Single Top 100 piekte het op de derde plaats. Het stond veertien weken in de Top 40 en twintig weken in de Single Top 100.